# André Luy
André Luy (Tramelan, 12 januari 1927 - Lutry, 6 april 2005) was een Zwitsers organist en muziekpedagoog.

## Levensloop
Luy was de zoon van de klarinettist André Luy en van Blanche Zahn, pianiste en violoniste. Hij liep school in Saint-Imier en in de Conservatoria van Neuchâtel en Genève (orgel, piano, dirigeren van koren en orkesten). Hij behaalde het diploma orgel in 1948 en piano in 1949. Hij werd organist in Morges (1950-1952) en Saint-Imier (1952-1957). Hij trouwde in 1951 met Andrée Crélerot en in 2000 met de organiste Lise Vuilleumier.
Van 1957 tot 1992 was hij titularis van het orgel in de kathedraal van Lausanne. 
André Luy gaf honderden concerten in Europa, Noord-Afrika en Japan. Hij concerteerde soms met de trompettist Maurice André. Hij werkte ook vaak samen met koren, zoals die van de Radio suisse romande en met het Ensemble vocal et instrumental de Lausanne.
Hij doceerde aan het Conservatorium van Lausanne (1974-1992) en aan de Musikhochschule van Saarbrücken (1967-1990). Hij was doctor honoris causa van de Universiteit van Lausanne (1993).
In 1994 was hij jurylid voor het internationaal orgelconcours in Brugge in het kader van het Festival Oude Muziek
De hedendaagse componisten Claude Dubuis, Frank Martin, Bernard Reichel, Eric Schmidt en Bernard Schulé droegen werken aan hem op.